# 1979년 뉴욕 영화 비평가 협회상
제45회 뉴욕 영화 비평가 협회상은 1979년 영화를 대상으로 하는 시상식이다.

## 수상 및 후보

### 작품상
- 크레이머 대 크레이머

### 감독상
- 맨하탄 - 우디 앨런 수상

### 각본상
- 브레이킹 어웨이 - 스티브 테시크 수상

### 여우주연상
- 노마 레이 - 샐리 필드 수상

### 남우주연상
- 크레이머 대 크레이머 - 더스틴 호프만 수상

### 여우조연상
- 크레이머 대 크레이머 - 메릴 스트립 수상

### 남우조연상
- 찬스 - 멜빈 더글러스 수상

### 외국영화상
- 나막신 나무